# Вендский монетный союз

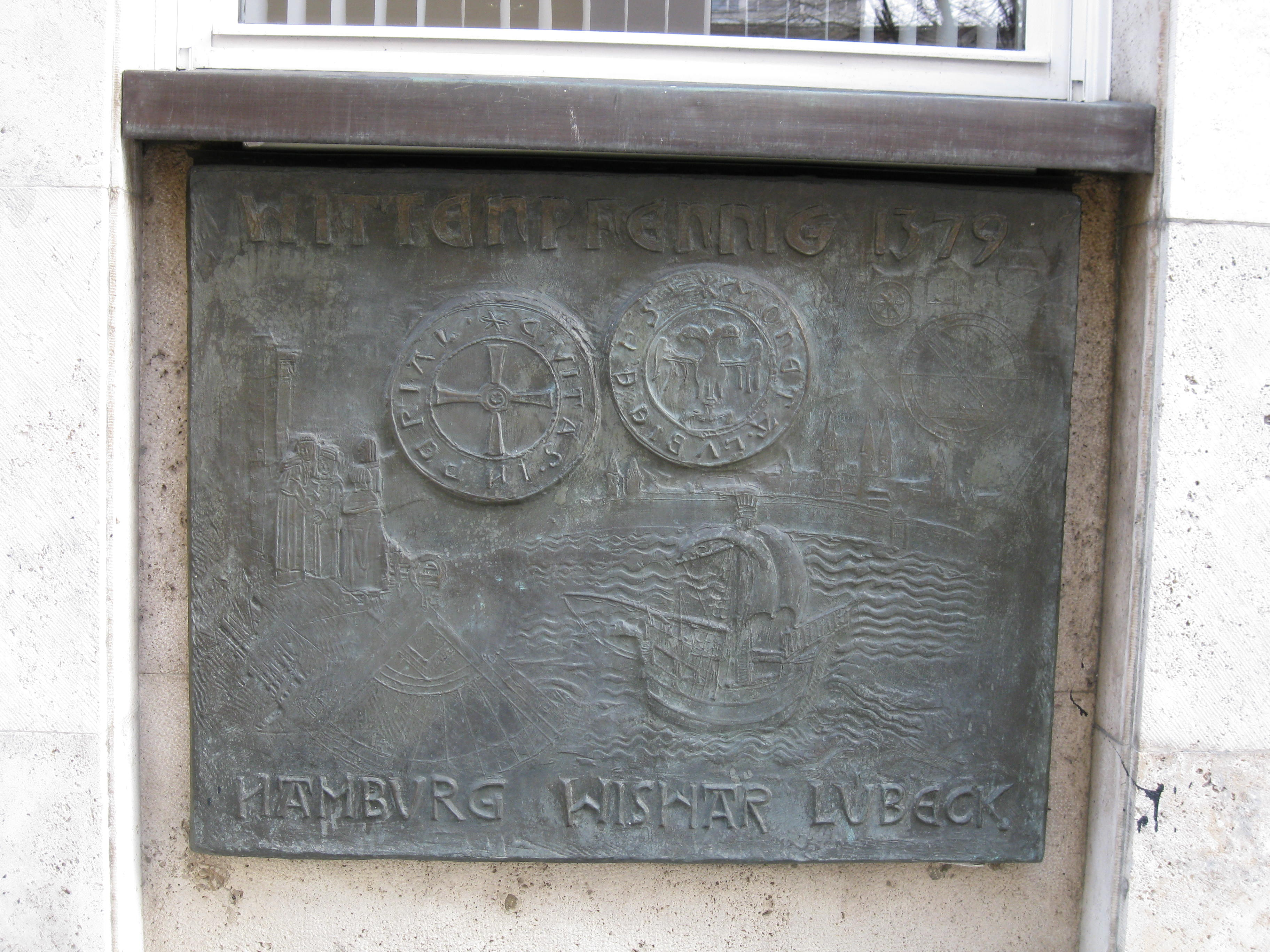
Бронзовая табличка на здании Немецкого федерального банка, посвящённая Вендскому монетному союзу

Вендский монетный союз (нем. Wendischer Münzverein) — монетный союз северогерманских ганзейских городов, существовавший с 1379 по 1569 год. Был создан в 1379 году между городами Гамбург, Любек, Висмар и Люнебург. В 1381 году к нему присоединились Росток и Штральзунд. За 190 лет существования к нему присоединялись Ганновер и Грайфсвальд.

## Предпосылки создания
В XIV—XVI столетиях Германия состояла из множества государств с монархической формой правления, епископств и вольных городов под формальной властью императора Священной Римской империи. Особенностью денежного обращения являлось, в частности, отсутствие единого центра эмиссии. Право на чеканку монеты могло быть продано, подарено за те и ли иные заслуги, сдано в аренду и даже заложено.
Наличие множества типов монет, в условиях их частой порчи, вносило разлад в денежное обращение, усложняло проведение торговых операций. Это привело к созданию ряда монетных союзов. Их целью была унификация монетной стопы и, соответственно, содержания благородного металла в монетах государств-членов союза, свободный оборот денег на их территории вне зависимости от места чеканки. Также предполагалось приведение изображения к определённому стандарту.
Во второй половине XIV и первой половине XV столетий возникли Франконский, Рейнский, Раппенский, Швабский и Вендский монетные союзы. Ещё в 1255 году свои монетные системы унифицировали Гамбург и Любек. Временем создания союза является 1379 год, когда к двум городам присоединился Висмар. До 1384 года его состав пополнили Росток и Штральзунд.
Своим названием Вендский монетный союз обязан одноимённому объединению городов, которое находилось в северной части Германии. Изначально вендами немцы называли всех славян, в том числе и тех, которые проживали на этих территориях до XII столетия.

## Особенности денежного обращения
За 190 лет своего существования в союзе использовали следующую систему соотношения денежных единиц:
| Марка | Шиллинг | Зекслинг | Виттен | Дрейлинг | Пфенниг |
| ----- | ------- | -------- | ------ | -------- | ------- |
| 1     | 16      | 32       | 48     | 64       | 192     |
|       | 1       | 2        | 3      | 4        | 12      |
|       |         | 1        | 1½     | 2        | 6       |
|       |         |          | 1      | 1⁄3      | 4       |
|       |         |          |        | 1        | 3       |

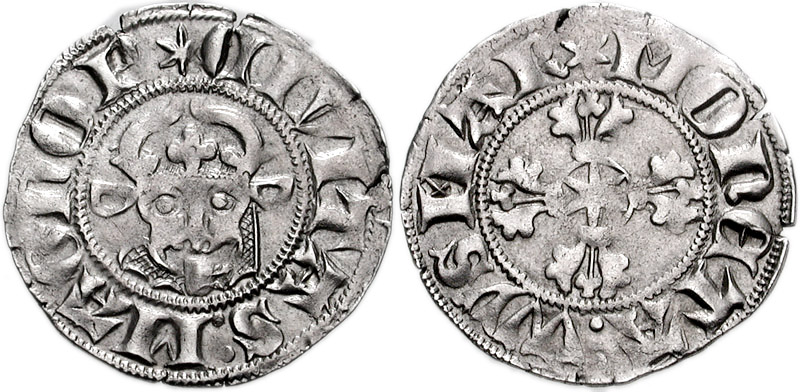
Виттен Висмара 1379 года

Содержание благородного метелла в монетах было не столь постоянным, так как они подвергались постоянной порче. В самом начале своего существования в городах союза чеканили серебряные виттены и 1⁄4 виттена стоимостью в 4 пфеннига и 1 пфенниг соответственно. Виттены чеканили по 176 монет из кёльнской марки (233,855 г) 13½-лотового (843,75-й пробы) серебра. В среднем одна монета при выпуске весила 1,328 г и содержала 1,12 г чистого серебра. 1⁄4 виттена выпускали из 9-лотового (562,5 пробы) серебра общим весом 0,45 г. В 1410 году содержание серебра в виттене было снижено до 0,88 г. (200 монет из серебра 750 пробы). В 1425 году их перестали чеканить. Учитывая массовость предыдущих выпусков, в обороте они находились вплоть до середины XV столетия. Последние выпуски монет этого номинала в Вендском союзе датированы 1502, 1506 и 1512 годами. Данные экземпляры выпускали из биллона (216 монет из кёльнской марки серебра 328 пробы).
Виттены являлись первыми крупными серебряными монетами северной Германии и отвечали потребностям торговли. Это привело к их широкому распространению. В конце XIV — начале XV столетия именно они стали основными денежными единицами входивших в монетный союз городов. Было достигнуто единообразие не только в весовым характеристиках, но и в дизайне монеты. На аверс помещали символ города, в котором отчеканили виттен, а на реверс — крест, в центре которого находилась шестиконечная звезда. Подражания виттенам Вендского монетного союза с крестом и шестиконечной звездой в центре стали выпускать в других городах расположенного восточнее Мекленбурга.
Кроме виттенов в союзе выпускали и другие номиналы монет. В 1392 году ганзейскими городами, входящими в состав Вендского союза, а также мекленбургским городом Росток, был подписан ещё один монетный союз, получивший название Ганзейского или Любекского. Он предусматривал единую монетную стопу. Его денежными единицами стали дрейлинги и зекслинги, равные 3 и 6 пфеннигам соответственно. Дрейлинг содержал 1,017 г, зекслинг — 2,04 г чистого серебра. Их чеканили из серебра 750 пробы. Также предполагался выпуск блаффертов — монет-брактеатов номиналом в 2 пфеннига. Их чеканили из серебра 562,5 пробы в виде мелкой монеты весом 0,42 г. Одновременно с вышеуказанными блаффертами, дрейлингами и зекслингами продолжали выпускать и виттены.
В 1432 году в качестве реальной монеты отчеканили шиллинг, который до этого являлся счётной денежной единицей. В 1468 году появились и двойные шиллинги. В начале XVI столетия начался выпуск больших серебряных, кратных марке, монет. С 1504 года любекская марка становится основой денежной системы городов-членов союза. В декабре 1506 года подписан договор определяющий её весовые характеристики. Данная денежная единица получила название государственной марки (нем. Staatsmark). В обороте появились сначала монеты номиналом в 1⁄3 марки, затем в одну, ½ и ¼ марки. Последние обозначались надписью «SEMIS (или) QUADRANS MARCAE LUBIENSIS» (половина или четверть любекской марки). Особенностью внешнего вида являлось наличие символа города выпустившего монету на аверсе и гербов трёх других городов союза на реверсе.
Люнебург чеканил также так называемый венденталер, который имел хождение в монетном союзе.

## Прекращение существования

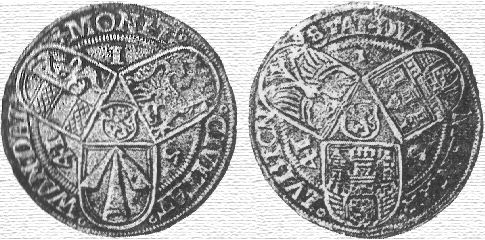
Венденталер Люнебурга 1541 года

Прекращению существования Вендского монетного союза способствовали два фактора. Во-первых, после появления и широкого распространения крупных серебряных монет, получивших название талеров, самобытная денежная система ряда ганзейских городов, входивших в монетный союз, уже не способствовала, а мешала торговле с другими государствами. Во-вторых, имперские монетные уставы XVI столетия шли вразрез с практикой городов Вендского союза. В 1541 году в Люнебурге даже выпустили монету номинальной стоимостью в 2 марки, которая по своим весовым характеристикам соответствовала талеру, т. н. венденталер. Данный выпуск следует рассматривать, как попытку унификации денежной системы союза с получившей широкое распространение практикой выпуска и использования монет талерового типа.
Согласно дополнению к Аугсбургскому монетному уставу 1566 года на монетах вольных городов одна из сторон должна была содержать титул и символы власти императора, что противоречило полуторавековой традиции союза. В 1569 году союз прекратил своё существование. При этом на внутреннем рынке Любека и Гамбурга марки, шиллинги и зекслинги просуществовали до 1873 года.